# Catedral de Santa María de la Anunciación (Údine)
La Catedral de Santa María de la Anunciación o simplemente Catedral de Údine (en italiano: Cattedrale Metropolitana di S. Maria Annunziata) Es una catedral católica situada en Údine, al noreste de Italia. Es la sede del Arzobispo de Údine.

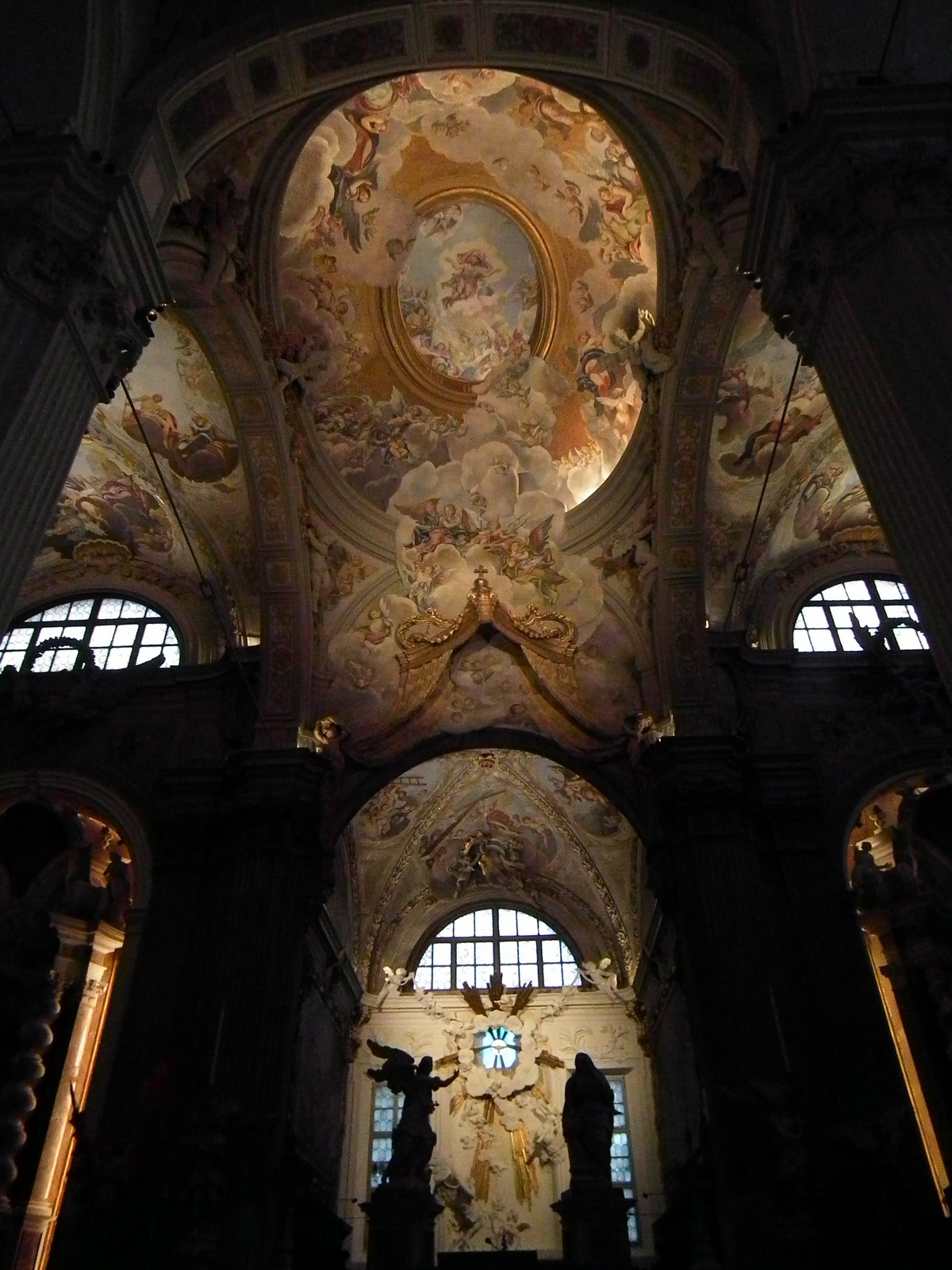
Vista interna

La construcción de la catedral comenzó en 1236 por voluntad de Berthold, patriarca de Aquileia, en un plan en forma de cruz latina con tres pasillos y capillas laterales. El estilo seguido fue el de las iglesias franciscanas contemporáneas. La iglesia fue consagrada en 1335 como Santa Maria Maggiore.
En 1348 un terremoto dañó el edificio, que fue restaurado a partir de 1368. En esta ocasión, el rosetón anterior más grande de la fachada fue substituido por el actual, más pequeño.
A principios del siglo XVIII se emprendió un proyecto de transformación radical, tanto exterior como interior, a petición y con los fondos de la familia Manin. El diseñador fue el arquitecto Domenico Rossi, terminando la obra en 1735.